# Mathías Rolero
Mathías Gastón Rolero Amaral (Montevideo, Uruguay, 10 de septiembre de 1988) es un exfutbolista uruguayo. Jugaba como arquero y su primer equipo fue Basáñez. Luego de debutar a los 17 años en el conjunto rojinegro es transferido a Cerro donde se desarrolla de buena manera incluso obteniendo una Liguilla Pre-Libertadores de América en el equipo villero. Actualmente es entrenador de arqueros en el Club Atlético Cerro de la Primera División de Uruguay.

## Trayectoria
Debutó profesionalmente en el año 2005, jugando para el Club Atlético Basáñez de la Segunda División de Uruguay, club con el que tuvo muy buenas actuaciones, que lo llevaron a ser parte del plantel mundialista Sub-17 en Perú y luego a ser transferido al Club Atlético Cerro donde fue figura e incluso usó el gafete de capitán en el Torneo Clausura 2013. Salió de dicho club en el año 2013, cuando fue traspasado al Club Blooming de la Primera División de Bolivia. El 24 de diciembre de 2013 se anunció su fichaje por el Club Deportivo Marathón de la Liga Nacional de Fútbol Profesional de Honduras. En 2013 fichó por  Central Español de la Segunda División de Uruguay. Desde 2020 se encuentra jugando en el Club Sportivo Cerrito también de la Segunda División de Uruguay.

## Clubes
| Club                  | País     | Año       |
| --------------------- | -------- | --------- |
| Basáñez               | Uruguay  | 2005-2009 |
| Cerro                 | Uruguay  | 2010-2013 |
| Blooming              | Bolivia  | 2013      |
| Marathón              | Honduras | 2014      |
| Central Español       | Uruguay  | 2014-2015 |
| Fénix                 | Uruguay  | 2015-2016 |
| Racing de Montevideo  | Uruguay  | 2016-2017 |
| Sud América           | Uruguay  | 2017      |
| Central Español       | Uruguay  | 2018-2019 |
| Club Sportivo Cerrito | Uruguay  | 2020-2021 |